# Panivanivka, Semenivka
Panivanivka (în ucraineană Паніванівка) este un sat în comuna Veselîi Podil din raionul Semenivka, regiunea Poltava, Ucraina.

## Demografie
Componența lingvistică a localității Panivanivka
     Ucraineană (98,2%)
     Rusă (1,69%)
     Alte limbi (0,11%)
Conform recensământului din 2001, majoritatea populației localității Panivanivka era vorbitoare de ucraineană (98,2%), existând în minoritate și vorbitori de rusă (1,69%).